# Национално обединение на надеждата
Националното обединение на надеждата (на испански: Unidad Nacional de la Esperanza) е лявоцентристка социалдемократическа политическа партия в Гватемала.
Тя е създадена през 2002 г. като алтернатива на доминиращата от десетилетия в политическия живот на страната десница. През 2007 г. кандидатът на партията Алваро Колом става президент на Гватемала. Тъй като той няма право на втори мандат, а съдът не допуска до участие в изборите бившата му съпруга, Националното обединение на надеждата остава без свой кандидат за президент през 2011 г.
В коалиция с по-малката дясноцентристка партия Голям национален алианс партията остава втора на парламентарните избори.